# Kamianka-Stokowo
Kamianka-Stokowo – wieś w Polsce położona w województwie mazowieckim, w powiecie ostrowskim, w gminie Nur.
W latach 1975–1998 miejscowość administracyjnie należała do województwa łomżyńskiego.
Wierni Kościoła rzymskokatolickiego należą do parafii św. Jana Apostoła w Nurze.

## Historia
Wieś założona w połowie XIX wieku przez osadników drobnoszlacheckich. Słownik Geograficzny Królestwa Polskiego z roku 1882 wymienia: Kamionkę Rytele i Kamionkę Stokowo jako wsie szlacheckie nad rzeką Bugiem, powiat ostrowski, gmina i parafia Nur.
W czasie spisu powszechnego z 1921 roku zanotowano dwie wsie: Kamionkę Nadbużną z 5 domami i 30 mieszkańcami oraz Kamionkę Stokowo z 6 domami i 35 mieszkańcami.